# 范柏寧
范柏寧（英語：Tony Van Bynen，1950年4月5日—）是加拿大政治家，自2019年加拿大聯邦大選起至2025年在加拿大下议院代表新市–奧羅拉選區。他是加拿大自由党成员。此外，他曾於2006至2018年間担任安省新市鎮長。 

## 背景
范柏寧出生于荷蘭，1952年随父母移民到加拿大，与五个兄弟和五个姐妹在安大略省伦敦附近的一个家庭农场长大。 1980 年，他最终搬到了新市，並擔任一家银行分行经理。 

## 市政生涯
2000年，范柏寧首次踏入政壇，並當選為鎮議員。隨後於2003年，范更當選為代表新市的約克區區議員，其後更於2006年以800 票（4.6%）的优势击败Diane Springstein當選新市鎮長。 他在2010年和2014年皆成功連任。 
范柏寧並未在2018年競逐連任。 

## 聯邦政治
2019年，范柏寧成为自由党在同年联邦选举中新市—奥罗拉选区的候选人。 随后，他击败曾經代表該區的保守党前议员白萊 (Lois Brown)當選為國會議員，並在2021年聯邦大選中連任。
在2024年，范柏寧宣佈不會在下一屆聯邦大選競逐連任。

## 社區參與
十多年来，范柏寧和妻子Roxanne一直為首立地區醫療中心和無家者收容所 Inn From The Cold 担任義工。 他还帮助创建了Belinda's Place，為新市无家可归和处境危险的妇女提供支持。 
2013 年，范柏寧的社區服務和領導能力被肯定，因而被授予伊丽莎白二世女王钻禧奖章。 

## 榮譽
- 伊丽莎白二世女王钻禧纪念章[11]